# Куваев, Олег Михайлович
Оле́г Миха́йлович Кува́ев (12 августа 1934, Поназырево, Костромская область — 8 апреля 1975, Переславль-Залесский, Ярославская область) — русский советский писатель, геолог, геофизик. Член Союза писателей СССР. Автор романа «Территория».

## Биография
Родился 12 августа 1934 года на железнодорожной станции Поназырево (ныне Костромская область). Детство и юность прошли в Свечинском районе Кировской области, школу окончил в Котельниче. В предисловии к сборнику «Весенняя охота на гусей» (1968) Олег Куваев напишет: 
Я родился в Костромской области в 1934 году, но считаю себя вятичем, ибо все время вплоть до института жил в Кировской области, вначале в деревне Кузьмёнки, позднее на железнодорожном разъезде Юма…
Отец, Михаил Николаевич Куваев, родился в 1891 году в деревне Медведица Одоевско-Спиринской волости Ветлужского уезда Костромской губернии. В годы Первой мировой войны служил телеграфистом. Работал экономистом службы движения станции Поназырево, был арестован 16 апреля 1938 года по обвинению в антисоветской деятельности, дело было прекращено 20 января 1939 года. Мать, Куваева (в девичестве Ивакина) Павла Васильевна, была учительницей начальной школы. Осенью 1939 года семья переехала в Свечинский район, деревню Ивакины. В Ивакиных семья проживала чуть больше года, а поздней осенью 1941 года переехала в деревню Кузьмёнки, где была открыта начальная школа и куда была переведена Павла Васильевна. Два первых года войны отец работал на одной из железнодорожных станций Котельничского района, а осенью 1944 года был переведён ближе к семье, в село Юма Свечинского района, куда сразу же переехала вся семья.
Летом 1952 года Куваев поступил на геофизический факультет МГРИ имени Серго Орджоникидзе, который окончил в 1958 году. За годы учёбы в институте побывал в экспедициях на Тянь-Шане, в Киргизии, в верховьях Амура. В 1956 году во время экспедиции на Тянь-Шане написал первый рассказ «За козерогами», который был напечатан в журнале «Охота и охотничье хозяйство» (№ 3). В 1957 году, будучи студентом-дипломником, Куваев попал на Чукотку, экспедиция работала в районах бухты Провидения, бухты Преображения, залива Креста.
После защиты диплома в 1958 году добился распределения на Чукотку и в течение трёх лет работал начальником партии Чаунского геологического управления в посёлке Певек, на берегу Чаунской губы. В Певеке Куваев получил первый опыт литературной работы в литобъединении при местной газете «Полярная звезда». Альманах «На севере дальнем» опубликовал рассказы Куваева «Зверобои» и «Гернеугин, не любящий шума».

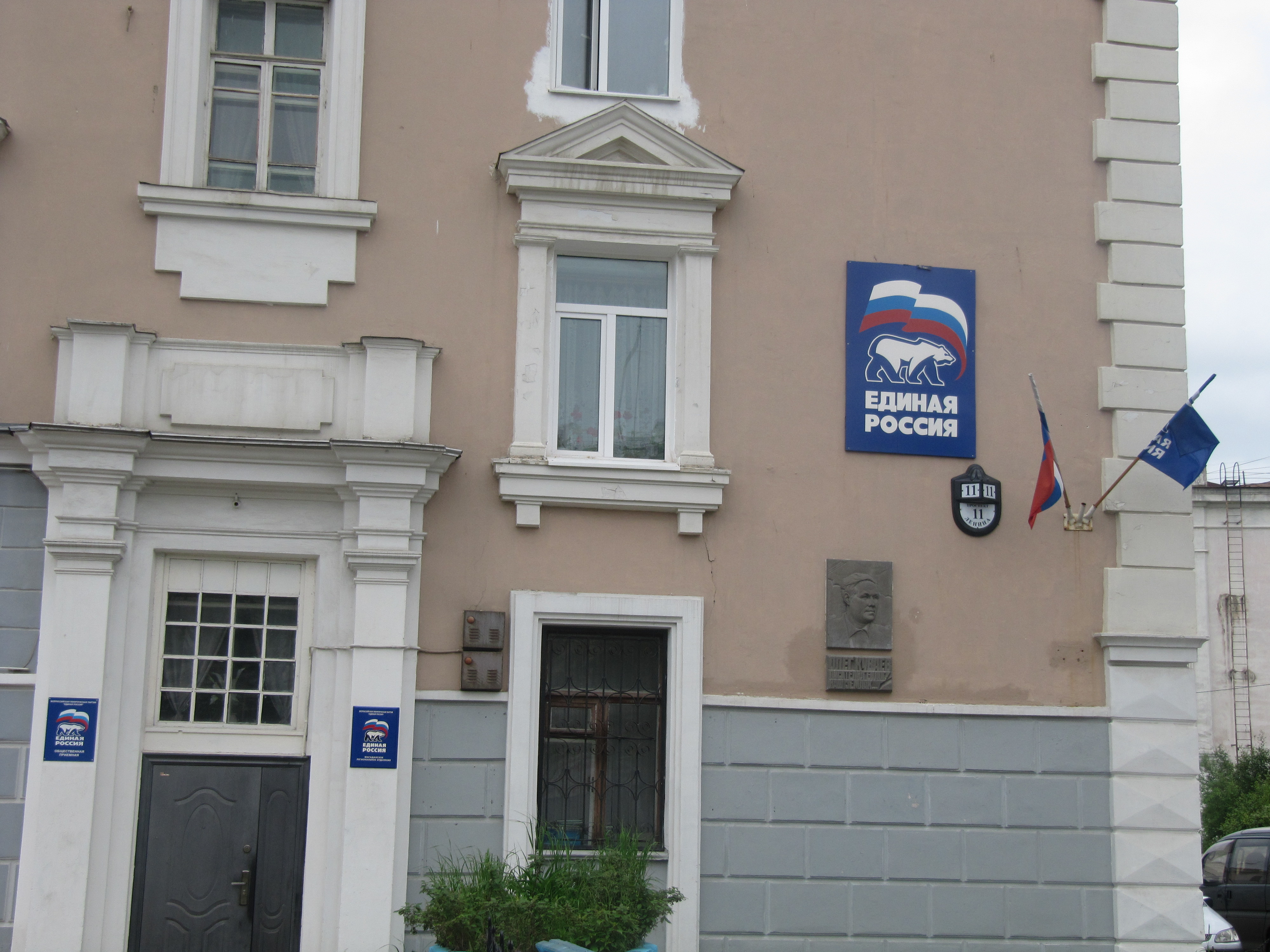
Мемориальная доска Куваева в Магадане

В 1960 году был переведён в Магадан в Северо-Восточное геологическое управление, на должность старшего инженера отряда геофизического контроля. Ещё через пять месяцев он стал старшим специалистом по гравиметрии геофизического отдела СВГУ. В октябре 1961 года О. Куваев осознал, что к руководящей должности в СВГУ, несмотря на успехи, «…не был приспособлен — затосковал и неожиданно для себя уехал в Москву», в отпуск с последующим увольнением. И всё же именно тогда к нему пришло чёткое понимание того, что «главное — это работа, вернее, степень её интересности. Все остальное — сопутствующие явления». В это время в Магадане организовался Северо-Восточный комплексный научно-исследовательский институт, куда был приглашён Куваев. Он руководил группой, проводившей геофизические исследования на острове Врангеля, на дрейфующих льдах Чукотского и Восточно-Сибирского морей. «Занятия литературой, — писал он позже об этом периоде своей жизни, — становились чем-то вроде второй профессии… потребность писать забирала все большую власть».
Разочаровавшись в профессии, в конце 1960-х Куваев ушёл из геофизики и геологии и стал профессиональным писателем. В автобиографии 1968 года об этом он написал так: «…весь мой жизненный опыт пока связан с геологией. Геология ныне — наука и производство, она все более становится четким промышленным комплексом и дальше будет развиваться именно по этому пути. Надуманные истории про… „ахи“ над месторождением… звучат чаще всего оскорбительно для геологии. Все случается в силу житейской необходимости, но это нельзя возводить в ранг сугубо типичного. Вот именно в этом я вижу на ближайшее время свой долг пишущего человека, это долг перед товарищами по профессии, с которыми вместе приходилось работать, радоваться, рисковать и просто жить». Куваев уезжает с Севера, поселяется в Подмосковье. В своих произведениях он пытается правдиво передать дух и образ жизни людей Севера конца 1940-х — начала 1960-х годов. Этот этап жизни писателя нашёл отражение в неоконченном романе «Правила бегства» (опубликован посмертно в 1980 году с некоторыми сокращениями, полностью — в 1988 году).
После ухода из геологии и отъезда с Северо-Востока Олег Куваев предприниял несколько крайне сложных самостоятельных маршрутов по Чукотке, в том числе в поисках легендарного гигантского бурого медведя кайнын-кхутхо и «горы из самородного серебра» Пилахуэрти-нейка (Серебряная гора) (оба мифологических объекта присутствуют в преданиях эвенов, чукчей, юкагиров и коряков). Некоторые маршруты, в том числе на Памир, были осуществлены при поддержке журнала Вокруг Света. Этот опыт Куваев описал в своих документально-географических произведениях (см. раздел «Документальная проза»).
В 1966—1975 годах жил в Калининграде (ныне Королёв) Московской области по адресу ул. Дзержинского, д. 20 (на доме установлена мемориальная доска).
Умер от инфаркта 8 апреля 1975 года в Переславле-Залесском (Ярославская область). Похоронен в Королёве на старом Болшевском кладбище.

## Семья
Сын — Алексей Олегович Беляков (род. 1965), педагог, журналист, писатель и сценарист.

## Творчество
Прозу Олега Куваева отличает редкая искренность повествования, гармоничность, тонкая наблюдательность и точность в описании человеческих характеров, законченность образов, вера в человека. Характерной особенностью его творчества также можно назвать глубокое уважение к коренным жителям Севера, их опыту выживания и адаптации к природным условиям Заполярья. Олег Куваев как сценарист и консультант участвовал в создании ряда документальных фильмов, посвящённых жизни коренных народов Севера.
Куваев много работал над собственным стилем — это заметно, если сравнить ранние работы и более поздние. Возвращался к тому, что не давалось. При этом, изначально у него был талант редкий и сильный, развитию которого способствовало обилие материала и желание донести этот материал до других. При этом у него был редкий дар — описывая реальные события не скатиться в бытописательство, а создать историю, творчески переосмыслить реальность, возродить её в пространстве художественного текста так, чтобы она вместилась туда максимально полно и достоверно. Для этого нужно тонкое авторское чутье — и блестящее владение языком
Наивысшим успехом творчества Олега Куваева принято считать его роман «Территория», повествующий об успешном открытии золота на Чукотке в конце 1940-х — начале 1950-х гг. Начиная с 1975 года роман выдержал более 30 изданий, в том числе в «Роман-газете» трёхмиллионным (два раза по 1,5 миллиона) тиражом. Издавался он и за рубежом: на французском, немецком, испанском, арабском, английском, вьетнамском и польском языках. Книгу переводили в республиках СССР, а в Европе роман вышел в 17 издательствах. Был экранизирован режиссёром Александром Суриным в 1978 на студии Мосфильм (в прокате с 1979), фильм был закуплен Союзфильмэкспортом для показа в социалистических странах.

Успех фильма в ГДР во многом обусловлен популярностью немецкого перевода романа, издававшегося едва ли не 10 раз в Германии под названием «Золотоискатели» («Золотоискатели в Арктике», «Золотоискатели в Сибири»). 

Киноплакат (афиша) ГДР, 1980, для фильма Территория по одноимённому роману Олега Куваева (1974).

Наиболее сложным считается последний, неоконченный роман Олега Куваева, названный при посмертной публикации «Правила бегства». Рассматривая сложные проблемы изменения внутренней самоидентификации, этические вопросы, возникающие при бегстве человека, что применимо к широкому кругу ситуаций — от бегства из профессии или социума до вынужденной или добровольной эмиграции, — из той среды, где он больше не может оставаться, автор во многом использует свой личный опыт ухода из геологии и с Севера в 1965—1966 гг («Убегая — ты предаёшь»). Подобной проблематике посвящены также рассказ «Кто-то должен курлыкать» и повесть «К вам и сразу обратно».
Другие, во многом более доминирующие темы, поднятые в романе — коллективизация на Чукотке, произошедшая только в 1960-е годы, принявшая там очень своеобразные формы из-за типа общественного уклада чукчей — см. например, роман Юрия Рытхэу «Сон в начале тумана», — и тема необходимости доверия к людям, даже находящимся на нижней ступени социальной лестницы — например, к «бичам». Последняя тема также является основной в рассказах «Анютка, Хыш, свирепый Макавеев», «Через триста лет после радуги» и повести «Весенняя охота на гусей».
Широкую известность получила также повесть «Птица капитана Росса» (1968), глубоко переработанная в 1971—1973 гг. одновременно с созданием сценария для её экранизации (двухсерийный телевизионный фильм «Идущие за горизонт», режиссёр Николай Калинин, 1972). Переработанный вариант получил название «Тройной полярный сюжет» и представляет собой, по сути, развёрнутый литературный сценарий фильма.
Повесть посвящена проблемам поиска человеком своего предназначения в жизни, обретения им умения и воли «жить по мечте». В ней рассказывается история поиска мест обитания легендарной розовой чайки молодым человеком, быстро теряющим зрение в результате горнолыжной травмы, приведшей к полному краху его спортивной карьеры. В тексте повести герой напевает песню Александра Городницкого «Пиратская» (1962). И в других своих произведениях Олег Куваев не раз цитировал хорошо знакомые ему строки Городницкого, много лет проработавшего в геофизических экспедициях в Арктике, поэтому при подготовке трёхтомного собрания сочинений Куваева в издательстве «Художественная литература» в 2005 году издатели очень хотели, чтобы Александр Моисеевич написал предисловие к трёхтомнику, но по ряду причин эта идея не была осуществлена.

## Последователи
Опыт прохождения одиночных маршрутов Олега Куваева, выживания в ненаселённой местности, описанный им в своих произведениях, активно используется в современном экстремальном туризме.

## Память
- Памятник в городе Певек. Открыт 22 августа 2023 года. Автор монумента — Георгий Франгулян[20].
- Именем Олега Куваева названа одна из улиц города Певек, Чукотский АО — улица Куваева. Олег Куваев жил в Певеке, работал в Чаунском РайГРУ. Певек стал прототипом «Поселка» в «Территории».
- Именем Олега Куваева назван горнолыжный клуб МГРИ (ныне РГГРУ), расположенный недалеко от станции Яхрома.
- Дом-музей (созданный племянником Олега Куваева) находится по адресу: г. Королев, Болшевское шоссе, д. 31.
- Имя Олега Куваева носит юношеская библиотека города Королёва (ул. 50 лет ВЛКСМ, д.5/16); Центральная городская библиотека г. Магадана (ул. Новая д. 29 «В»).
- Единственный писатель, которому золотоискатели поставили бронзовый памятник, используя личные сбережения.
- В 1984 году в Юмской школе в селе Юма Свечинского района Кировской области установлена мемориальная доска, открыт музей писателя, работает литературно-краеведческий клуб «Розовая чайка». В августе ежегодно в области проходят Куваевские чтения.

Одна из комнат в музее писателя

- В марте 2005 года постановлением Правительства РФ «в память о геологе и писателе О. М. Куваеве и на основании представления Думы Чукотского автономного округа» имя Олега Куваева было присвоено ранее безымянной горной вершине Чукотского нагорья (Гора Куваева) с координатами 69° 40,3’северной широты, 172° 07,7’ восточной долготы и абсолютной высотой 1101 метр[21][22][23].
- Перевал Куваева 1 (2А, 2350 м, 15.4)

Расположен в Южной части Буордахского массива хребта Черского. Массив расположен на водоразделе реки Буордах и рек, текущих в Тирехтях — Сатостобут, Балаганнах, Эгелях, Кюрэтэр, Чачыгырас, Талбыгыр. Все они принадлежат бассейну Момы. Глубоко внедряется в массив лишь одна река Люнкидэ. «Его величественный альпийский гребень, местами сверкающий снегами и ледниками, кажется ещё суровей на фоне мягкого рельефа Момо-Селенняхской впадины, окаймляющей его с севера», — писал А. П. Васьковский, предложивший создать здесь заповедную территорию. Сейчас на базе Буордахского высокогорного массива организован национальный парк.
- Перевал Куваева 2 — на западном побережье о. Врангеля, в районе м. Занес.
- Перевал Куваева 3 – 1800 m, 1Б, Хребет Ергаки. Араданский хребет (Араданский хребет — одно из продолжений левобережного приенисейского Саянского хребта, с одной стороны, а с другой — хребта Ергаки).
- Перевал Куваева 4 — верховья Среднего Сакукана, Хребет Кодар, Забайкалье. 1Б-2А.
- Перевал Куваева 5/6 — Республика Бурятия, Становое нагорье, хребты Южно-Муйский и Муяканский:

- перевал Олега Куваева Южный (2Б, 2100),
- перевал Олега Куваева Северный. Южно-Муйский хребет, пер. Куваева (2150 м, ЗА), массив г. Карт (2661 м).

## Награды
- премия имени Магаданского комсомола (1976) — за роман «Территория»
- премия конкурса ВЦСПС и секретариата правления СП СССР (1977) — за лучшее произведение художественной прозы о современном рабочем классе за 1974—1976 годы в романе «Территория»
- Гран-при Международного кинофестиваля телефильмов в Париже «За лучшее воплощение образа романтического героя» в телефильме «Идущие за горизонт» (1973)
- приз погранвойск СССР на 15-м Всесоюзном кинофестивале (1982; Таллин) — за фильм «Бросок».

## Основные произведения

### Рассказы и очерки
- 3а козерогами[24]
- По земле чаучу и кавралинов (из записной книжки геолога) / Михайлов О. [псевдоним О. Куваева][25]
- Зверобои[26]
- «Гернеугин, не любящий шума», первая публикация под названием «Хозяин тундры»[26][27]
- Лешка из племени онкилонов / Михайлов О. [псевдоним О. Куваева][28]
- Четвёртый шпангоут / Михайлов О. [псевдоним О. Куваева][29]
- Поездка в тундру[30]
- В стране неторопливых людей[31]
- Два выстрела в сентябре, при первой публикации «Дядя Яким»[32]
- Через триста лет после радуги
- Анютка, Хыш, свирепый Макавеев
- «Чуть-чуть невеселый рассказ», при ранних публикациях «Тот далекий остров», «Немного печальный рассказ»
- «С тех пор, как плавал старый Ной… (рукопись, найденная в бутылке)»[33]
- Берег принцессы Люськи[34]
- Утренние старики
- Телесная периферия[35]
- «Кто-то должен курлыкать», первоначальное название «Кругом русские люди», при первой публикации «Надо курлыкать»[36]
- Где-то возле Гринвича
- 62[37]
- ВН-740, при первой публикации «Байдарный капитан»[38]
- «Звонкие ключи» (молчаливый рассказ)[39]
- «Здорово, толстые!», при первой публикации «В лесу, на реке и дальше»[40]
- Устремляясь в гибельные выси[41]
- Эй, Бако!
- Старый-престарый способ дороги…[42]
- Гора из чистого серебра[43]
- Если трещина — крикни[44]
- На стыке двух океанов / Куваев О., Ильинский Б.[45]
- «Дневник прибрежного плавания», при первой публикации «Странная судьба Никиты Шалаурова»[46]
- Охота на моржей[47]
- Горнолыжный курорт[48]

### Баллады
- Баллада о детях Большой Медведицы. Баллада о звёздах, а также о бродягах[49][50] (совместно с Владиленом Кожемякиным)[51].

### Повести
- «В то обычное лето.»(1959)[28][52]
- «Зажгите костры в океане» (Приключенческая повесть) (1964)[52]
- «Не споткнись о Полярный круг» (1962)[53]
- «Чудаки живут на Востоке» (1965)[54]
- «Азовский вариант» (1966)[55]
- «Весенняя охота на гусей» (1967), первая публикация под названием «Куда улетали гуси»[56]
- «Тройной полярный сюжет» (1971—73), в первоначальном варианте «Птица капитана Росса» (1968)[57]
- «Дом для бродяг» (1970)[58]
- «Печальные странствия Льва Бебенина», при первой публикации «Реквием по утрам» (1970)[59]
- «К вам и сразу обратно» (1971)[60]

### Романы
- Территория (1969—1975)[61].
- Правила бегства (1975)[62].

## Основные издания

## Издания на других языках
- La Mouette rose [Тройной полярный сюжет] [Texte imprimé] / O(Le)g Kouvaev; [traduit par Nadine Marchand]. -Paris: Pygmalion, 1979. −188 p.; couv. ill. en coul., 22 cm. -(Col(Le)ction dersou Ouzala). ISBN 2-85704-053-9; last editions 1999 and 2001 — ISBN 978-2-85704-053-8
- Територія: роман та повесті Олега Куваєва (украинский). Київ: Дніпро, 1978
- Териториул: Роман / Олег Куваев; Пер. с рус. А. А. Руму, Кишинев: Лит. артистикэ, 1983, 273 с.; 20 см, Б-ка соврем. сов. романа, (Молд.)
- Territoorium: Romaan. Tallinn, 1977 (Estonian)
- Teritorija: Romans, Riga, 1978 (Latvian)
- Teritorija. Romanas. Vilnius, 1979 (Lithuanian)
- Территория: [Роман] / Олег Куваев; Пер. Е. П. Мелех, М.-Варшава: Радуга: Искры, 1987, 389,[2] с.; 17 см, Б-ка молодых. (Пол.)
- Le Territoire [Территория] (Collection Florilège) (Reliure inconnue) de Oleg Mihajlovic Kuvaev (Auteur), Jean Champenois (Auteur) (French) Paris: Livre Club Diderot; Moscou: Éditions du Progrès, 1978. 486 p.: port.; ISBN 2-11-000069-4 ISBN 978-2-11-000069-9
- Goldsucher (Territorija, dt.) [Территория]. Roman by Oleg Kuvaev (German). (Deutsch von Ruprecht Willnow). München: Bertelsmann, 1976, ISBN 3-570-00152-0 ISBN 978-3-570-00152-3
- Auf Goldsuche in Sibirien, Roman [Территория], Kuwajew, Oleg: 1. Auflage, Verlag Volk und Welt Berlin, 332 S., (German). [1977] 1. Aufl ISBN 3-570-00152-0
- Goldsucher [Территория]: Roman by Oleg M Kuvaev (German). Russ. von Ruprecht Willnow, Reinbek bei Hamburg: Rowohlt, 1980. ISBN 3-499-14580-4 ISBN 978-3-499-14580-3
- A terület Regény (Hungarian) [Территория]. By Oleg Mihajlovic Kuvaev, András Soproni. Budapest Európa, 1978, ISBN 9630710773, ISBN 9789630710770
- The territory [Территория]: a novel by Oleg Kuvaev (English). [translated from the Russian by Robert Daglish]. Moscow: Progress Publishers, 1982. 389 p. Series: Working class in Soviet literature.
- The territory by Oleg Kuvaev (English) [Территория] // Soviet literature. no. 8 (353) (1977) ISSN 02021870
- Te-Ri-To-Ri-A: Tieu Thuyet. Ha Noi, 1983 (Vietnamese)
- Argonauci Dalekiej Północy by Oleg Mihajlovič Kuvaev; Eugeniusz Piotr Melech (Polish) Warszawa: Państwowe Wydawnictwo «Iskry»; Moskwa: Raduga, Ed: 1976 (250 p.), 1987 (357 p.). ISBN 8320710472 ISBN 9788320710472
- Die Möwe Des Kapitäns Ross [Тройной полярный сюжет] / Das Muttermal, Kuwajew Oleg / Scholochow Michail Schriftstellerverband Die Frau Und Die Zwei Männer UdSSR, Moskau, 1975
- Alue / Oleg Kuvajev; (Finnish) [Территория] [suomentanut Ulla-Liisa Heino]. [Moskova]: [Raduga], [1987] Series: Maailma ja me, Novelliliite; 1987. 248 s.
- Každý den jako poslední: [výběr z próz] / Oleg Kuvajev (Czech); z ruš. přel. a medailón o autorovi naps. Jaroslav Šanda; il. Jiří Altmann. Praha: Práce, 1983, 267 s. Series Kamarád
- Ružová čajka [Тройной полярный сюжет] / Oleg Michajlovič Kuvajev (Czech); Prel. Johana Hasonová. Bratislava: Smena, 1979. 203 s. Series Štafeta
- Teritorium [Территория] / Oleg Kuvajev (Czech); z ruš. přel. Jan Zábrana; obálka, vazba a graf. úprava Oldřich Pošmurný. Praha: Lidové nakladatelství, 3 ed: 1976; 1978; 1987. 286 s. Series Nový svět.
- Teritórium [Территория] / Oleg Michajlovič Kuvajev (Slovak); Prel. Mária Hulmanová. Bratislava: Slov. spis., 1978. 308 s. Series Nová sovietska tvorba.
- Територията [Территория] / Олег Куваев (Български). София, 1978.
- Los Buscadores de Oro [Территория]. Kuvaev, Oleg. Novela. (Spain) 1h., colofón, ilustr. 21x13, Editorial Progreso., Moscú, 1979. 322 pag.
- Территория: [Роман] / Олег Куваев. (Араб.) — М.: Прогресс, 1981. — 536 с.: староараб. паг.; 18 см.
- Pakenemisen säännöt: romaani / Oleg Kuvajev; (Finnish) suom. Riitta Lehikoinen. [Правила бегства] Hämeenlinna: Karisto, 1984. Series: Neuvostokirjallisuutta ISBN 9512320401 ISBN 9789512320400
- Pravidlá úteku / Oleg Michajlovič Kuvajev (Slovak) [Правила бегства]; Prel. a doslov napís. Alexandra Šufliarska. Bratislava: Obzor, 1986. 173 s. Series Jantar
- Zákony útěku / Oleg Michajlovič Kuvajev (Czech) [Правила бегства];; Jaroslav Šanda; Pavel Ritstein. Praha: Lidové nakladatelství, 1984. 151 s.
- Правилата на бягството. Сборник. / Олег Куваев (Български). София, 1986

## Экранизации
- Территория, 2015, кинокомпания «Андреевский Флаг» — по одноимённому роману. Режиссёр: Александр Мельник. В ролях: Константин Лавроненко, Григорий Добрыгин, Егор Бероев, Евгений Цыганов, Ксения Кутепова и другие.
- Бросок, 1981, Таджикфильм — по рассказу «Телесная периферия» написанному после командировки от журнала Вокруг Света на Восточный Памир. Режиссёр А. Тураев, сценарист О. Куваев. В главной роли Александр Филиппенко. Приз погранвойск СССР на 15-м Всесоюзном кинофестивале в Таллине в 1982 году. Съемки проходили в районе погранзастав Рангкуль и Тохтамыш[65].
- Территория, 1978, Мосфильм — по одноимённому роману. Режиссёр Александр Сурин, сценарист Олег Куваев. В фильме снимались Донатас Банионис, Владимир Летенков, Юрий Шерстнёв, Евгений Герасимов, Михаил Глузский, Николай Засухин и другие замечательные актёры.
- Идущие за горизонт, 1972, Белтелефильм по заказу Гостелерадио — по повести «Тройной полярный сюжет». Режиссёр Николай Калинин, сценарист Олег Куваев. В главной роли снимался Иван Гаврилюк. Гран-при Международного кинофестиваля телефильмов в Париже (1973) «За лучшее воплощение образа романтического героя».
- Берег принцессы Люськи, 1969, Беларусьфильм — по одноимённому рассказу. Режиссёр Вячеслав Никифоров, художник-постановщик Владимир Чернышев, сценарист Олег Куваев. В главной роли Люськи снималась Светлана Смехнова-Благоевич. Премьера состоялась 11 июня 1970 на 1-й программе ЦТ. Последний раз фильм был показан по питерскому «5-му каналу» 24 июня 1993 г. По просьбе режиссёра Вячеслава Никифорова Арон Крупп написал песню «Над Севером осень…», которая в итоге в фильм не вошла (текст песни см.: [www1.lib.ru/KSP/krup.txt Надя Крупп. Арон Крупп]).
- Люди тундры и моря, Центрнаучфильм, 1969. Режиссёр Д. Демин, сценарист О. Куваев. О чукчах — людях тундры и моря, живущих на крайнем северо-Востоке страны, на берегах Ледовитого океана.
- На полрасстоянии от Москвы до Луны[66]

Отвечая на вопросы анкеты Магаданского телевидения в 1973 г., Куваев писал:
Возню с кино я начал с  документальных. Для объединения географических фильмов снята была одночастёвка цветная  Люди тундры и моря о Чукотке и несколько сюжетов. Они все прошли по Всесоюзному экрану и ЦТ. Затем вместе с режиссёром Алексеем Салтыковым написал сценарий по повести  Азовский вариант. Сценарий был дерьмо, и  Мосфильм справедливо от него отказался, оплатив нам, однако, наши труды. Затем снята была лента по рассказу  Берег принцессы Люськи  и фильм по повести  Птица капитана Росса, ничего общего с повестью не имеющий.

<…>

О работе в кино. Кино и телевидение в наши дни дают выход на миллионы. Если двадцать миллионов выключат телевизоры, то вторые двадцать его все-таки посмотрят, а десять что-то запомнят. Посему парадокс   по короткому фильму  Берег принцессы Люськи  я получил больше писем, чем по пяти книгам, не говоря о десятках журнальных публикаций. А ведь у того же  Вокруг света   тираж  более 2,000,000,   это серьёзно.

Но профессия сценариста, мне кажется, в большей степени черта характера и владения ремеслом, чем литературный "талант и тем паче проза. Кроме того, кино труд коллективный. Я же индивидуалист, к соавторству не способен и в кино мне весьма тяжело. Пожалуй, оба фильма появились лишь потому, что на студии  Беларусьфильм  было ко мне внимательное и дружеское отношение. Но все-таки надо сказать, что шел я по самому дешевому пути, не выполняя долг сценариста. Я безропотно писал многочисленные варианты сценариев, тратил много времени, чтобы литературно они  гляделись  (боялся испортить нюх). Потом отходил в сторону. В результате на экране я видел или не то, что хотел бы, или противоположное тому, что хотел бы. Это относится к фильму  Идущие за горизонт, оба фильма я считаю очень слабыми. Так как режиссёры и в том и в другом случае были молодыми парнишками, то большую долю вины за слабость беру на себя.

<…>. Надо снять широкоформатный цветной фильм об Арктике, где бы была она вся с размахом, юмором и тем состоянием души, которое могут дать только горы, море и Арктика. Для этого должен быть режиссёр-единомышленник. А где он?